# Provincia degli Altopiani del Sud
La provincia degli Altopiani del Sud, in inglese Southern Highlands Province, è una provincia della Papua Nuova Guinea appartenente alla Regione delle Terre Alte.

## Geografia fisica

### Principali strade
- Highlands Highway, principale collegamento stradale tra la zona degli altopiani e la costa orientale, inizia a Kopiago e termina a Lae.

## Geografia antropica
La provincia è suddivisa in distretti, che a loro volta sono suddivisi in aree di governo locale (Local Level Government Areas).
| Distretto                  | Capoluogo | Aree LLG            |
| -------------------------- | --------- | ------------------- |
| Distretto di Ialibu-Pangia | Ialibu    | East Pangia Rural   |
| Distretto di Ialibu-Pangia | Ialibu    | Ialibu Urban        |
| Distretto di Ialibu-Pangia | Ialibu    | Kewabi Rural        |
| Distretto di Ialibu-Pangia | Ialibu    | Wiru Rural          |
| Distretto di Imbonggu      | Imbonggu  | Ialibu Basin Rural  |
| Distretto di Imbonggu      | Imbonggu  | Imbongu Rural       |
| Distretto di Imbonggu      | Imbonggu  | Lower Mendi Rural   |
| Distretto di Kagua-Erave   | Kagua     | Erave Rural         |
| Distretto di Kagua-Erave   | Kagua     | Kagua Rural         |
| Distretto di Kagua-Erave   | Kagua     | Kuare Rural         |
| Distretto di Mendi-Munihu  | Mendi     | Karints Rural       |
| Distretto di Mendi-Munihu  | Mendi     | Lai Valley Rural    |
| Distretto di Mendi-Munihu  | Mendi     | Mendi Urban         |
| Distretto di Mendi-Munihu  | Mendi     | Upper Mendi Rural   |
| Distretto di Nipa-Kutubu   | Nipa      | Lake Kutubu Rural   |
| Distretto di Nipa-Kutubu   | Nipa      | Mount Bosavi Rural  |
| Distretto di Nipa-Kutubu   | Nipa      | Nembi Plateau Rural |
| Distretto di Nipa-Kutubu   | Nipa      | Nipa Rural          |
| Distretto di Nipa-Kutubu   | Nipa      | Poroma Rural        |

### Aree di governo locale
Elenco delle aree di governo locale:
- East Pangia Rural
- Ialibu Urban
- Kewabi Rural
- Wiru Rural
- Ialibu Basin Rural
- Imbongu Rural
- Lower Mendi Rural
- Erave Rural
- Kagua Rural
- Kuare Rural
- Hulia Rural
- Komo Rural
- Lower Wage Rural
- Awi-Pori Rural
- Lake Kopiago Rural
- North Koroba Rural

- South Koroba Rural
- Karints Rural
- Lai Valley Rural
- Mendi Urban
- Upper Mendi Rural
- Lake Kutubu Rural
- Mount Bosavi Rural
- Nembi Plateau Rural
- Nipa Rural
- Poroma Rural
- Hayapuga Rural
- Tagali Rural
- Tari Urban
- Tebi Rural
- Upper Wage Rural
- Aiya Rural